# Libellula fulva
Libellula fulva (Müller, 1764) je vrsta vilinskog konjica iz porodice Libellulidae. Srpski naziv vrste je Plavooki vilin konjic.

## Opis
Dužina tela varira od 42-45 mm, dok dužina zadnjeg krila iznosi oko 35 mm. Teneralne jedinke su svetlo narandžaste, dok adultni mužjaci poprimaju plavičasti pokrov a ženke postaju smeđe.  Osnova krila je smeđa, a vrhovi i prednjih i zadnjih krila imaju zatamnjenje.  
Trbuh mužjaka je plav sa crnim krajem, grudi su crne, a oči tamnoplave. Trbuh ženke je oker sa crnom, uzdužnom prugom. Grudi su nešto tamnije, a oči braon. Osnova krila oba pola je obojena crno, a na samim krajevima krila postoji mala, crna šara. Kod starijih ženki gornji obod krila je žut. Na prvi pogled, mužjak dosta podseća na vrste iz roda Orthetrum, ali obojena osnova krila ga jasno razlikuje od njih jer su kod svih vrsta iz pomenutog roda cela krila providna i bez šara.

## Rasprostranjenje
Libellula fulva je široko rasprostranjena u južnoj i centralnoj Evropi, a areal se nastavlja na istoku do Kaspijskog mora i Kavkaza. U mnogim regionima vrsta je oskudna i gotovo u potpunosti odsutna sa Iberijskog poluostrva. U prošlosti je primećen pad brojnosti ove vrste, ali u poslednje dve decenije izgleda da je vrsta stabilna u većini regiona dok je na nekim područjima zabeleženo povećanje, posebno na sjeveroistoku. 
Ova vrsta je prisutna u sledećim državama: Albanija; Austrija; Belorusija; Belgija; Bosna i Hercegovina; Bugarska; Hrvatska; Češka; Danska; Estonija; Finska; Francuska; Gruzija; Nemačka; Grčka; Mađarska; Irska; Italija; Latvija; Litvanija; Luksemburg; Makedonija, Bivša Jugoslovenska Republika; Moldavija; Crna Gora; Holandija; Poljska; Portugal; Rumunija; Ruska Federacija (Evropska Rusija); Srbija; Slovačka; Slovenija; Španija ; Švedska; Švajcarska; Turska (Turska u Aziji, Turska u Evropi); Ukrajina ; Velika Britanija.

## Stanište
Naseljava staništa sa nešto kvalitetnijom vodom, a i zahteva određenu kompoziciju vegetacije. Staništa ove vrste  su ograničena trskom i brojnim vrstama riparijalne zone. Naseljava sporotekuće reke, potoke, napuštene kanale ali i ribnjake.

## Životni ciklus
Parenje ove vrste se odvija u letu. Ženke polažu jaja u vodu, blizu obale. Larve žive u mulju i njihovo razviće obično traje dve godine. Nakon završetka larvenog razvića, larve izlaze na priobalne biljke gde se izležu odrasle jedinke i gde ostavljaju svoju egzuviju.

## Sezona letenja
Sezona leta traje od kraja aprila do avgusta.